# Cacealmaua
Cacealmaua (în engleză The Sting) este un film american din 1973 cu acțiunea în septembrie 1936 și care spune povestea a doi escroci care încearcă să-i întindă o cursă unui șef mafiot. Filmul a fost regizat de George Roy Hill care i-a mai regizat pe Paul Newman și Robert Redford și în westernul Butch Cassidy și Sundance Kid.
Scenariul creat de David S. Ward a fost inspirat din adevăratele escrocherii ale fraților Fred și Charley Gindorff care au fost prezentate și în cartea lui David Maurer, The Big Con: The Story of The Confidence Man. Titlul se referă la momentul în care un escroc își termină "jocul" și reușește să ia banii victimei. Dacă escrocheria este un succes, victima își dă seama că banii i-au fost furați mult prea târziu pentru a mai putea face ceva. Filmul este renumit și pentru coloana sa sonoră, în special pentru melodia principală "The Entertainer" - o piesă scrisă de Scott Joplin și adaptată pentru film de Marvin Hamlisch.

## Prezentare
Povestea începe într-un orășel condus de oficialități corupte. Prăpastia dintre americanii foarte bogați și cei foarte săraci nu a fost niciodată mai adâncă. Jocurile de noroc sunt înfloritoare. Brutalitățile și nu de puține ori crime, la fel. Luther Coleman și mai tânărul Johnny Hooker (Robert Redford) se trezesc amestecați fără voie în lumea interlopă a gangsterilor din Chicago.
Șeful acestora, Doyle Lonnegan, care controlează bănoasa afacere a jocurilor de noroc, consideră a fost tras pe sfoară și ordonă uciderea lui Luther, care tocmai se hotărâse să se apuce de treburi cinstite. Johnny pleacă să-l întâlnească pe un prieten al lui Luther, Henry Gondorff (Paul Newman), în Chicago. Și amândoi sunt doritori de răzbunare.
Ei plănuiesc să-l "curețe" pe Doyle de o mare sumă de bani, în trenul de New York - Chicago, știind bine slăbiciunea gangsterului pentru poker. Dar datoria de 15.000 de dolari li se pare o pedeapsă prea mică, așa încât îl atrag în pariurile la cursele de cai, unde cifrele astronomice pot suci capul oricui. Va înghiți momeala Doyle?

## Primire
"Chicago, anii '20. În acest decor retro se desfășoară acțiunea filmului, istoria dinamică și hazlie a dușmăniilor dintre două bande de gangsteri. Spre satisfacția generală, peștele mic îl va înghiți pe cel mare. O suită de păcăleli culminează cu o viclenie ieșită din comun." - John Gilett - 1977 (Monthly Film Bulletin)

## Distribuție
- Paul Newman . . . . . Henry "Shaw" Gondorff
- Robert Redford . . . . . Johnny "Kelly" Hooker
- Robert Shaw . . . . . Doyle Lonnegan
- Charles Durning . . . . . Lt. William Snyder
- Ray Walston . . . . . J. J. Singleton
- Eileen Brennan . . . . . Billie
- Harold Gould . . . . . Kid Twist
- John Heffernan . . . . . Eddie Niles
- Dana Elcar . . . . . agentul FBI Polk, zis și "Hickey"
- Jame Sloyan . . . . . Mottola
- Larry D. Mann . . . . . Dl. Clemens
- Sally Kirkland . . . . . Crystal
- Jack Kehoe . . . . . Joe Erie
- Robert Earl Jones . . . . . Luther Coleman
- Dimitria Arliss . . . . . Loretta Salino
- Charles Dierkop . . . . . Floyd, bodyguardul lui Lonnegan
- Lee Paul . . . . . bodyguard de-al lui Lonnegan
- Leonard Barr . . . . . Leonard

## Premii și nominalizări

### Premiul Oscar
- Premiul Oscar pentru cea mai bună regie artistică - Henry Bumstead, James W. Payne (câștigat)
- Premiul Oscar pentru cele mai bune costume - Edith Head (câștigat)
- Premiul Oscar pentru cel mai bun regizor - George Roy Hill (câștigat)
- Premiul Oscar pentru cel mai bun montaj - William Reynolds (câștigat)
- Premiul Oscar pentru cea mai bună coloană sonoră - Marvin Hamlisch (câștigat)
- Premiul Oscar pentru cel mai bun film - Tony Bill, Michael Phillips, Julia Phillips (câștigat)
- Premiul Oscar pentru cel mai bun scenariu original - David S. Ward (câștigat)
- Premiul Oscar pentru cel mai bun actor - Robert Redford (nominalizat)
- Premiul Oscar pentru cea mai bună imagine - Robert Surtees (nominalizat)
- Premiul Oscar pentru cel mai bun sunet - Ronald Pierce, Robert R. Bertrand (nominalizat)

### Premiul Globul de Aur
- Premiul Globul de Aur pentru cel mai bun scenariu - David S. Ward (nominalizat)

## Legături externe
- Cacealmaua la Internet Movie Database
- The Sting la TCM Movie Database
- Cacealmaua la Allmovie
- Cacealmaua la Rotten Tomatoes